# Milwaukee
Milwaukee (anglická výslovnost [mɪlˈwɔːki], výslovnost v češtině [milvókí]) je největší město v americkém státě Wisconsin. Žije zde přibližně 577 tisíc obyvatel. Podle sčítání lidu v roce 2020 bylo 31. největším městem ve Spojených státech. Je to sídlo Milwaukee County a nachází se na jihozápadním břehu jezera Michigan, 138 km severně od Chicaga ve státě Illinois. Město je hlavním kulturním a ekonomickým střediskem metropolitní oblasti Milwaukee-Racine-Waukesha s počtem obyvatel více než 1,75 milionu. V Milwaukee žije mnoho německých přistěhovalců. Posledních několik desetiletí však obyvatel ubývá v důsledku bílého útěku.

## Historie
Oblast byla různými indiánskými kmeny osídlena téměř pět tisíc let. Evropané dorazili do Milwaukee před podepsáním Chicagské smlouvy z roku 1833. Francouzští misionáři a obchodníci touto oblastí poprvé prošli již na konci 17. a v 18. století. Alexis Laframboise, původem z Michilimackinacu (nyní v Michiganu), se zde v roce 1785 usadil a vytvořil obchodní stanici na dálkové cestě. Je proto považován za prvního obyvatele evropského původu v oblasti Milwaukee.
Původ názvu Milwaukee má různé výklady: jeden z nich tvrdí, že ve třicátých letech 19. století noviny svévolně název zkomolily a zůstalo to dosud. Pravopis „Milwaukie“ přetrvává v názvu města Milwaukie v Oregonu z roku 1847.
Mezi největší problémy města patří rasové nepokoje a korupce u policie[zdroj⁠?!]. Dnes je kriminalita nejnižší za posledních 15 let. Milwaukee nechvalně proslavil Jeffrey Dahmer, sériový vrah a kanibal, který zde do roku 1991 bydlel a vraždil. Pocházel odtud i Dahmerův vrah Christopher Scarver. Zemřel zde mimo jiné i československý hokejový trenér Mike Buckna.

## Demografie
Počet obyvatel města od vrcholu v roce 1960, kdy v něm podle sčítání žilo 741 tisíc lidí, dlouhodobě klesá. Podle odhadu z roku 2007 zde žilo 602 191 obyvatel. Podle sčítání lidu z roku 2010 zde žilo 594 833 obyvatel a sčítání lidu z roku 2020 zaznamenalo 577 222 obyvatel.

### Rasové složení (2010)
- 44,8 % bílí Američané
- 40,0 % Afroameričané
- 0,8 % američtí indiáni
- 3,5 % asijští Američané
- 0,0 % pacifičtí ostrované
- 7,5 % jiná rasa
- 3,4 % dvě nebo více ras

Obyvatelé hispánského nebo latinskoamerického původu, bez ohledu na rasu, tvořili 17,3 % populace.

### Etnické složení
Podle sčítání v roce 2000 bylo 39,5 % obyvatel afroamerického původu, následováni byli osobami německého původu (38 %). Další skupiny byly Poláci (12,7 %), Irové (10 %), Angličané (5,1 %), Italové (4,4 %), Francouzi (3,9 %) a osoby různého hispánského původu 6,3 %.

## Památky, kultura a umění

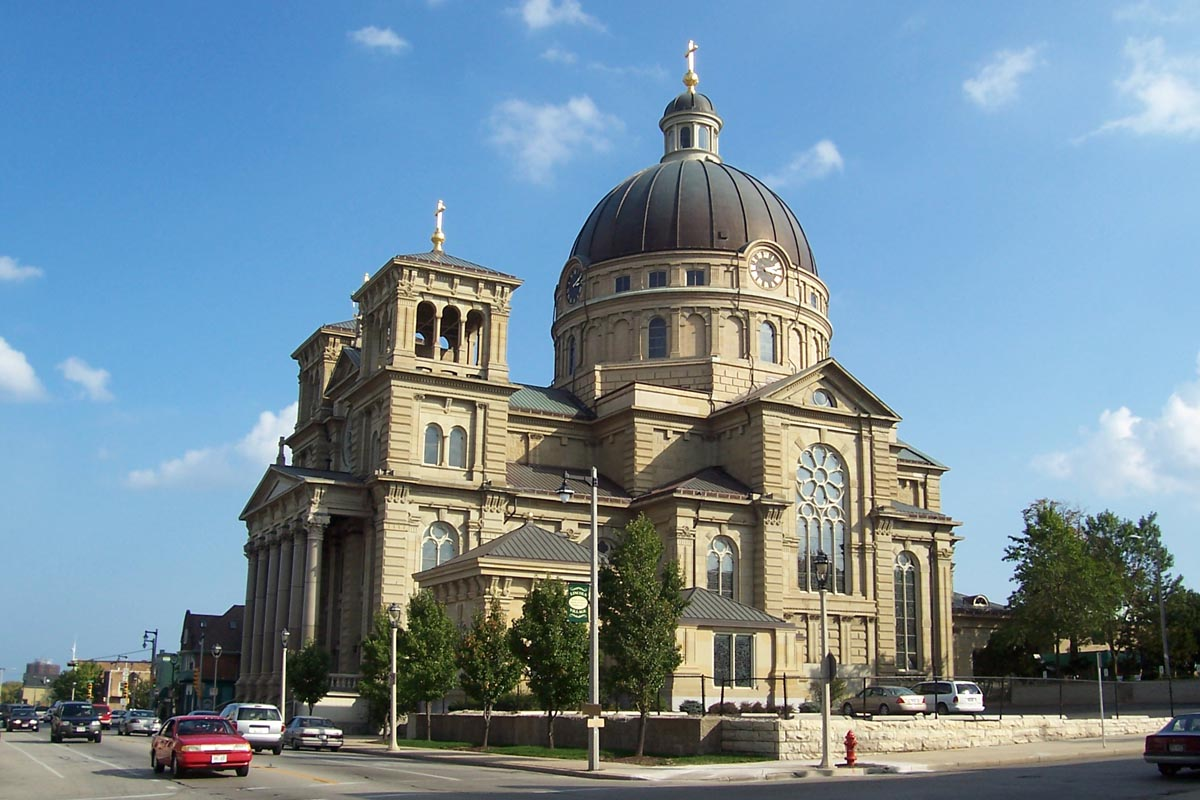
Bazilika St. Josaphat

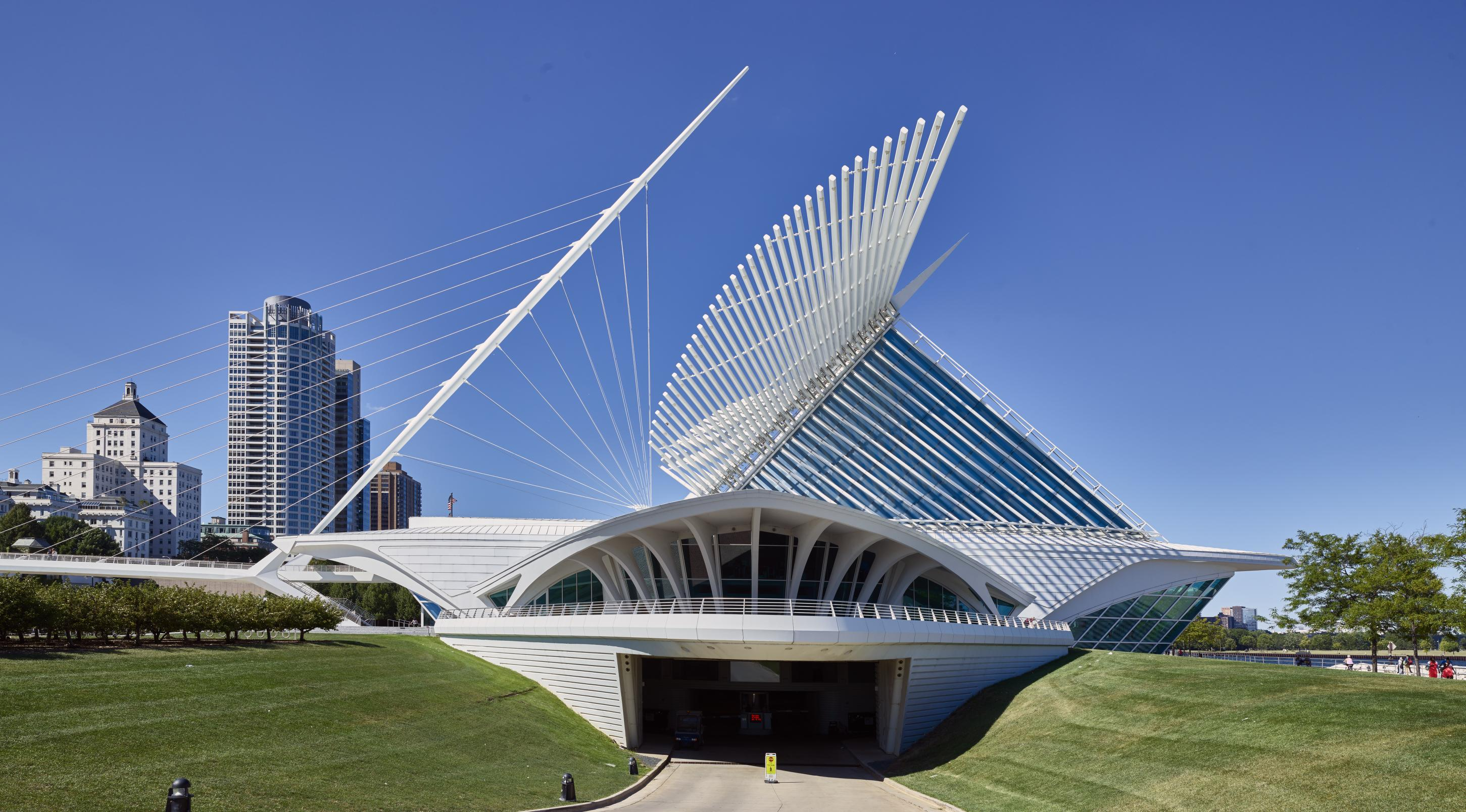
Milwaukee Art Museum, Quadracci Pavilion 2016

- Basilca St. Josaphat (římskokatolická bazilika svatého Josafata Kunceviče, arcibiskupa polockého), postavena v letech 1893-1901
- Milwaukee Art Museum, Muzeum umění, budovu projektoval španělský architekt Santiago Calatrava
- Harley-Davidson Museum, historie zdejších konstruktérů tohoto motocyklu
- Muzeum afroamerického holokaustu
- Public Museum - přírodovědné muzeum
- Discovery World - muzeum vědy, objevů a budoucnosti - největší instalace ve městě

## Univerzita
- University of Wisconsin v Milwaukee vznikla z římskokatolické (jezuitské) koleje, kampus s kostelem Il Gesu je z roku 1893

## Sport
- MLB: Milwaukee Brewers
- NBA: Milwaukee Bucks

## Slavní rodáci
- Spencer Tracy (1900–1967), americký herec, držitel dvou Oscarů[5]
- Mildred Harnack (1902–1943), americká učitelka, členka protinacistického odbojové skupiny Rudá kapela, odsouzena k smrti a popravena[6]
- Herbert A. Simon (1916–2001), americký ekonom, politik a sociolog, nositel Nobelovy ceny za ekonomii za rok 1978[7]
- William Rehnquist (1924–2005), americký soudce, předseda Nejvyššího soudu USA od roku 1986 až do své smrti[8]
- Gene Wilder (1933–2016), americký herec, komik, režisér a scenárista[9]
- Donald Knuth (* 1938), americký informatik, programátor a vysokoškolský profesor[10]
- Al Jarreau (1940–2017), americký jazzový zpěvák[11]
- Marc Alaimo (* 1942), americký herec[12]
- Neale Donald Walsch (* 1943), americký spisovatel[13]
- Daryl Stuermer (* 1952), americký kytarista a baskytarista[14]
- Jane Kaczmareková (* 1955), americká herečka[15]
- Leroy Chiao (* 1960), americký inženýr a astronaut NASA[16]
- Kenny Harrison (* 1965), bývalý americký atlet, olympijský vítěz a mistr světa v trojskoku[17]
- Heather Graham (* 1970), americká herečka[18]
- Rachel Brosnahanová (* 1990), americká herečka[19]
- Ava Max (* 1994), americká zpěvačka a textařka[20]

## Partnerská města
- Białystok, Polsko
- Bomet, Keňa
- Carora, Venezuela
- Galway, Irsko
- Kánpur, Indie
- Medan, Indonésie
- Morogoro, Tanzanie
- Ning-po, Čína
- Zadar, Chorvatsko